# 경기도보건환경연구원
경기도보건환경연구원(京機道保建環境硏究院)은 경기도 지역의 환경 및 주민보건 위생에 관한 시험·검사 및 연구를 하기 위하여 경기도청 산하에 설치된 직속기관이다.
보건환경연구원장은 지방보건연구관이나 지방환경연구관으로 보한다.

## 연혁
- 1945년 9월: 경성부 위생시험소 설치
- 1946년 8월: 경기도 위생시험소 분리
- 1976년 5월: 경기도 보건연구소로 변경
- 1987년 12월: 경기도보건환경연구소로 변경
- 1991년 3월: 사업소에서 직속기관으로 승격
- 1991년 5월: 경기도보건환경연구원으로 변경

## 조직
원장
- 운영지원과
- 식품의약품연구부
- 감염병연구부
- 대기연구부
- 물환경연구부
- 북부지원
- 수원농수산물검사소
  - 구리농수산물검사소
  - 안양농수산물검사소
  - 안산농수산물검사소
  - 농수산물안전성검사소